# 天主教斯波坎教區
天主教斯波坎教區（拉丁語：Dioecesis Spokanensis）是美國一個羅馬天主教教區。屬西雅圖總教區。成立於1913年12月17日。
教區範圍包括華盛頓州東部十三個縣。2010年有教友103,000人、八十個堂區、一百五十二名司鐸。現任主教為布萊斯·庫皮奇。